# Piotr Alexewicz
Piotr Alexewicz (ur. 9 kwietnia 2000) – polski pianista. Laureat wielu konkursów, półfinalista XVIII Międzynarodowego Konkursu Pianistycznego im. Fryderyka Chopina w Warszawie (2021).
Student Akademii Muzycznej im. Karola Lipińskiego we Wrocławiu w klasie fortepianu prof. Pawła Zawadzkiego.
Występuje regularnie w kraju i za granicą, m.in. w Danii, Niemczech, Wielkiej Brytanii, Japonii, Słowacji, Rumunii, Chorwacji, Włoszech, Francji i Szwajcarii.

## Wybrane nagrody konkursowe
- Dwukrotny laureat I nagrody na Ogólnopolskim Konkursie Pianistycznym im. Fryderyka Chopina (2017 w Gdańsku, 2020 w Warszawie)[2]
- Grand Prix na Concours International de Piano de la Ville de Gagny (2017, Francja)
- Nagroda im. prof. Zbigniewa Drzewieckiego dla najwyżej ocenionego uczestnika reprezentującego Polskę, który nie został zakwalifikowany do finału (XVIII Międzynarodowy Konkurs Pianistyczny im. Fryderyka Chopina w Warszawie, 2021)[3]